# Cervone, Bilopillea
Cervone (în ucraineană Червоне) este un sat în comuna Kalcenkî din raionul Bilopillea, regiunea Sumî, Ucraina.

## Demografie
Componența lingvistică a localității Cervone
     Ucraineană (93,25%)
     Rusă (3,57%)
Conform recensământului din 2001, majoritatea populației localității Cervone era vorbitoare de ucraineană (93,25%), existând în minoritate și vorbitori de rusă (3,57%) și armeană (1,19%).